# Udea inquinatalis
Udea inquinatalis is een vlinder uit de familie van de grasmotten (Crambidae), uit de onderfamilie van de Spilomelinae. De wetenschappelijke naam van deze soort is voor het eerst voorgesteld als Scopula inquinatalis door Friederike Lienig en Philipp Christoph Zeller in een publicatie uit 1846.
De soort komt voor in Canada, het noorden van de Verenigde Staten, Noorwegen, Zweden, Finland, Denemarken, Frankrijk, Duitsland, Zwitserland, Oostenrijk, Italië, Slovenië, Polen, Tsjechië, Slowakije, Roemenië, Estland, Letland, Litouwen, Wit-Rusland en Europees-Rusland.